# Ban Chấp hành Trung ương
Ban Chấp hành Trung ương thông thường chỉ cơ quan trung ương của một Đảng cộng sản hay đảng theo chủ nghĩa Marx-Lenin (hoặc chủ nghĩa Trotsky), cầm quyền hoặc không cầm quyền. Cơ quan này chịu trách nhiệm lãnh đạo Đảng cộng sản trong thời gian giữa hai kỳ Đại hội đại biểu toàn quốc.
Thành viên của Ban chấp hành Trung ương chủ yếu là đại biểu được bầu ra tại Đại hội Đảng Cộng sản, gọi là Ủy viên Ban chấp hành Trung ương và gọi tắt là Ủy viên Trung ương Đảng. Và thông thường Ban Chấp hành Trung ương chịu trách nhiệm bầu ra Bộ Chính trị.

## Ban Chấp hành Trung ương tại các Đảng trên thế giới
- Ban Chấp hành Trung ương Đảng Cộng sản Cuba
- Ban Chấp hành Trung ương Đảng Nhân dân Cách mạng Lào
- Ban Chấp hành Trung ương Đảng Cộng sản Liên Xô
- Ban Chấp hành Trung ương Đảng Lao động Triều Tiên
- Ban Chấp hành Trung ương Đảng Cộng sản Trung Quốc
- Ban Chấp hành Trung ương Đảng Cộng sản Việt Nam